# Luise Amtsberg

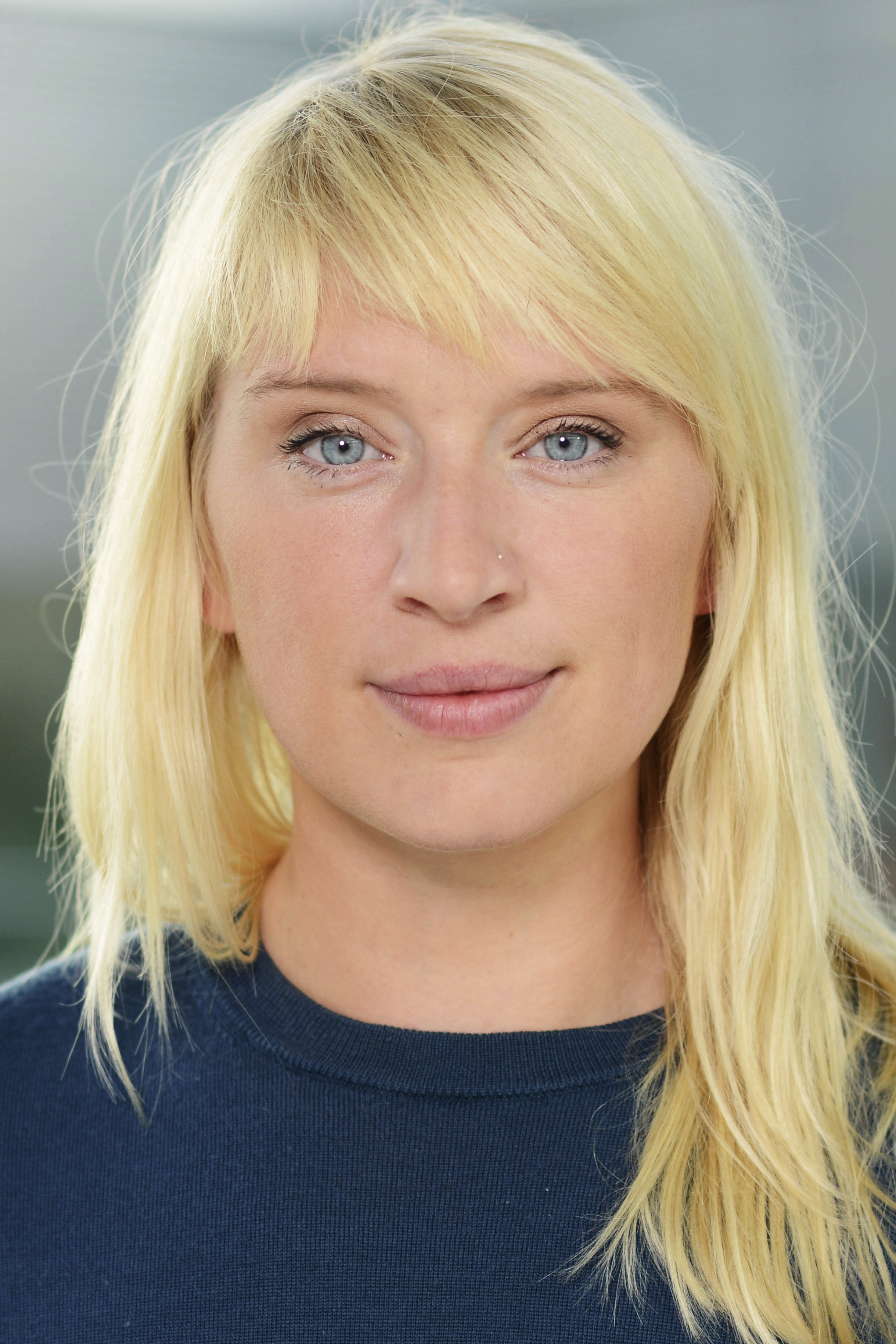
Luise Amtsberg (2017)

Luise Amtsberg (* 17. Oktober 1984 in Greifswald, DDR) ist eine deutsche Politikerin (Bündnis 90/Die Grünen). Seit 2013 ist sie Mitglied des Deutschen Bundestages. Von Januar 2022 bis Mai 2025 war sie die Beauftragte der Bundesregierung für Menschenrechtspolitik und Humanitäre Hilfe im Auswärtigen Amt. Zudem war sie von 2009 bis 2012 Mitglied des Landtages in Schleswig-Holstein.

## Leben
Amtsberg wuchs im Ostberliner Stadtteil Karlshorst auf. 2004 machte sie ihr Abitur im niedersächsischen Hemmoor. Von 2004 bis 2013 studierte sie Islamwissenschaft sowie im Nebenfach Politikwissenschaft und evangelische Theologie an der Christian-Albrechts-Universität zu Kiel. Dort war sie 2006 AStA-Vorsitzende. 2013 schloss sie ihr Studium mit einer Magisterarbeit zum Thema Feminismus im Islam am Beispiel der palästinensischen Frauenbewegung ab.
Amtsberg ist verheiratet und Mutter eines Sohnes.

## Politische Laufbahn
Nach einem Praktikum in der Landesgeschäftsstelle der Grünen in Kiel 2005 wurde sie 2006 Beisitzerin im Kreisvorstand. Von 2008 bis zu ihrem Einzug in den Landtag war sie studentische Mitarbeiterin der Landesgeschäftsstelle. Des Weiteren wurde sie 2008 Sprecherin der Landesarbeitsgemeinschaft Europa-, Friedens- und Außenpolitik.
2009 wurde sie als Vertreterin der Grünen Jugend auf Platz 9 der Landesliste zur Landtagswahl aufgestellt; nach der Wahl zog sie als bis dahin jüngste Frau in den Landtag von Schleswig-Holstein ein. Sie fungierte als Sprecherin der grünen Fraktion für Flüchtlings- und Migrationspolitik, Integration, Kirche und Strategien gegen Rechtsextremismus.
Bei der vorgezogenen Landtagswahl am 6. Mai 2012 trat sie nicht wieder an, um sich dem Abschluss ihres Studiums zu widmen. Von November 2012 bis August 2013 war Amtsberg Kreisvorsitzende der Grünen in Kiel.

### Bundestagsabgeordnete
Im März 2013 wurde Amtsberg auf Platz 1 der schleswig-holsteinischen grünen Landesliste für die Bundestagswahl 2013 gewählt, über die sie als Abgeordnete in den Bundestag einzog. Zudem kandidierte sie im Bundestagswahlkreis Kiel mit 10 % der Erststimmen erfolglos für ein Direktmandat. Die Bundestagsfraktion von Bündnis 90/Die Grünen wählte sie zur Sprecherin für Flüchtlingspolitik und Bürgeranliegen. Ab Januar 2014 war Luise Amtsberg Mitglied der Parlamentarischen Versammlung des Europarates. Darüber hinaus war sie in der 18. Legislaturperiode ordentliches Mitglied im Ausschuss für Inneres und Heimat sowie stellvertretendes Mitglied im Ausschuss für Menschenrechte und humanitäre Hilfe.

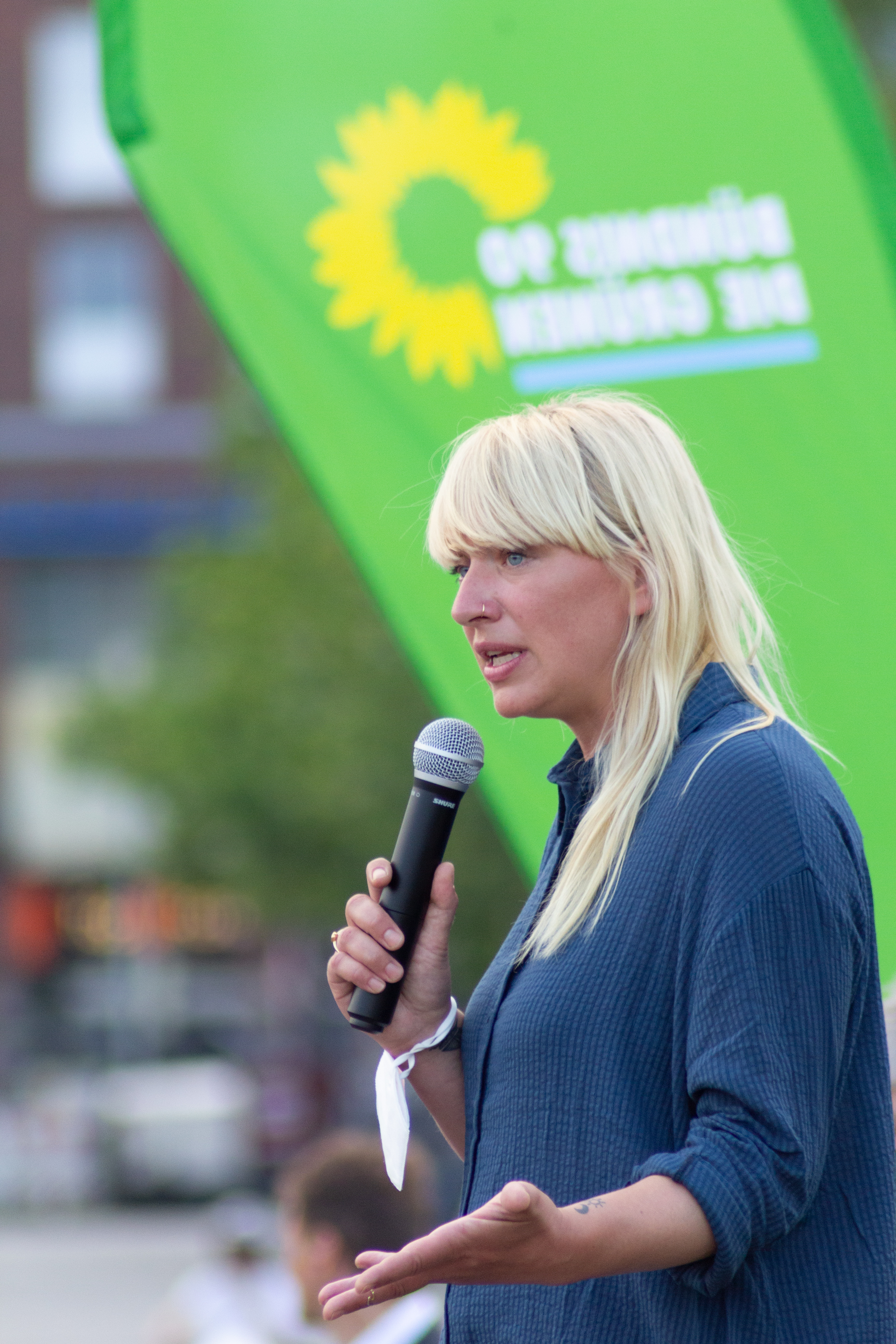
Luise Amtsberg bei einer Wahlkampfveranstaltung im Juli 2021 in Kiel

Für die Bundestagswahl 2017 kandidierte Luise Amtsberg wieder auf Listenplatz 1 der schleswig-holsteinischen Grünen sowie als Direktkandidatin im Wahlkreis Kiel. Dort erzielte sie 14,4 Prozent der Erststimmen und verpasste damit das Direktmandat. Die Grünen konnten ihren Zweitstimmenanteil landesweit von 9,4 auf 12,0 % steigern, Amtsberg zog damit erneut über die Liste ins Parlament ein. Sie gehörte in der 19. Legislaturperiode dem Ausschuss für Inneres und Heimat als ordentliches sowie dem Ausschuss für Menschenrechte und humanitäre Hilfe als stellvertretendes Mitglied an. Zudem war sie stellvertretende Vorsitzende der Deutsch-Türkischen Parlamentariergruppe.
Auch für die Bundestagswahl 2021 wurde Amtsberg von den Grünen in Schleswig-Holstein auf Listenplatz 1 der Landesliste gewählt. Sie kandidierte erneut als Direktkandidatin im Wahlkreis Kiel, in dem sie 28,1 Prozent der Erststimmen erzielte. Damit erreichte sie nur den zweiten Platz bei den Erststimmen hinter dem SPD-Kandidaten Mathias Stein (29,5 %), zog jedoch über die Landesliste in den Bundestag ein. Am 5. Januar 2022 wurde sie vom Bundeskabinett zur Beauftragten der Bundesregierung für Menschenrechtspolitik und Humanitäre Hilfe im Auswärtigen Amt berufen. Zudem ist sie in der 20. Legislaturperiode ordentliches Mitglied im Ausschuss für Kultur und Medien.
Bei der Bundestagswahl 2025 errang Amtsberg mit einem Erststimmenergebnis von 26,0 % erstmalig das Direktmandat im Wahlkreis Kiel.

## Politische Positionen
Die Asylpolitik der Großen Koalition kritisierte Amtsberg in der 18. Legislaturperiode scharf. Mit der Ausweitung sicherer Herkunftsstaaten, der Überwachung von Schutzsuchenden, der systematischen Trennung von Familien und mit Abschiebungen in Krisengebiete sei das Grundrecht auf Asyl „in einem Tempo und Maße ausgehöhlt, dass sich die Balken biegen“. Maßgebliche Grundlage dieser Kritik ist die Auffassung Amtsbergs, dass das Recht auf Asyl ein Individualrecht ist. Das bedeutet, dass jeder Mensch das Recht auf eine unvoreingenommene Prüfung seines Asylantrages hat. Mit der Ausweitung der sicheren Herkunftsstaaten und der neuen Kategorisierung von Menschen mit einer sogenannten „schlechten Bleibeperspektive“ höhle die Große Koalition den Kern dieses Grundrechts unzulässig aus. Nicht mehr der einzelne Mensch und sein Schicksal stünden im Mittelpunkt, sondern wie hoch die Asyl-Anerkennungsquote des Landes sei, aus dem man kommt. Amtsberg sagte in diesem Zusammenhang wiederholt, dies sei besonders für afghanische Schutzsuchende folgenschwer, da diese dadurch faktisch von Sprachkursen ausgeschlossen seien und sie nicht bei ihrer beruflichen und gesellschaftlichen Integration unterstützt würden.
Die 2016 von CDU/CSU und SPD beschlossene Beschränkung beim Nachzug von Familienangehörigen bezeichnete Amtsberg als Zäsur, weil diese einer der wichtigsten legalen und sicheren Zugangswege nach Europa sei. Einschränkungen beim Familiennachzug seien „nicht nur menschenrechtlich verantwortungslos, sondern auch mit Blick auf die Integration und den gesellschaftlichen Zusammenhalt verantwortungslos und kurzsichtig“. Die Abschiebung von Menschen in Kriegs- und Krisengebiete, vor allem Afghanistan, lehnte Amtsberg ab. In diesem Zusammenhang kritisierte sie, Bundesinnenministerium und Bundesaußenministerium würden sich nicht an der faktischen Sicherheitslage in Afghanistan orientieren, sondern sich eigene Fakten fernab der Realität vor Ort konstruieren. Dies sei „populistischer Wahlkampf auf dem Rücken von Schutzsuchenden“.
Die Abschaffung des Dublin-Systems und Verantwortungsteilung bei der Aufnahme und Verteilung von Flüchtlingen stehen im Fokus von Amtsbergs europäischer Flüchtlingspolitik. Zudem setzt Amtsberg sich für legale Zugangswege nach Europa ein, damit Schutzsuchende auf lebensgefährliche Routen und die Zuhilfenahme krimineller Schleuser verzichten können. Amtsberg wirbt dafür, die Flüchtlingspolitik nicht als nationales ordnungspolitisches Thema zu behandeln, sondern es breiter zu sehen. Zentral sei hierbei die Bekämpfung der Fluchtursachen: eine faire Handelspolitik, Krisenprävention, Klimaschutz und Entwicklungszusammenarbeit stünden dabei im Fokus.

### Mitgliedschaften
Amtsberg ist Mitglied der überparteilichen Europa-Union Deutschland, die sich für ein föderales Europa und den europäischen Einigungsprozess einsetzt. Bis 2020 war sie Vorstandsmitglied der Deutsch-Arabischen Freundschaftsgesellschaft. Zudem war sie bis zum 5. Juli 2022 stellvertretendes Mitglied des Stiftungsrates der Bundesstiftung zur Aufarbeitung der SED-Diktatur.

### Patenschaften
Das Programm „Parlamentarier schützen Parlamentarier“ (PsP) des Deutschen Bundestages soll dabei helfen, dem Schicksal von unterdrückten und verfolgten Menschenrechtsverteidigern, Politikern, Bloggern, Journalisten oder Wissenschaftlern eine Stimme zu geben. Luise Amtsberg hat als stellvertretendes Mitglied des Menschenrechtsausschusses drei Patenschaften übernommen: für die iranische Menschenrechtsverteidigerin Narges Mohammadi, für den türkischen Menschenrechtsverteidiger Günal Kurşun sowie für den palästinensischen Menschenrechtsverteidiger Issa Amro.